# Leffard
Leffard (Ausspracheⓘ) ist eine französische Gemeinde mit 209 Einwohnern (Stand: 1. Januar 2022) im Département Calvados in der Region Normandie. Sie gehört zum Arrondissement Caen und zum Kanton Falaise.

## Geografie
Leffard liegt etwa 9 km nordwestlich von Falaise. Umgeben wird die Gemeinde von Ussy im Norden, Villers-Canivet im Nordosten und Osten, Martigny-sur-l’Ante im Südosten und Süden, Pierrepont im Südwesten sowie Saint-Germain-Langot in westlicher und nordwestlicher Richtung.

## Bevölkerungsentwicklung
| Jahr                             | 1793 | 1836 | 1876 | 1926 | 1946 | 1968 | 1990 | 2016 |
| Einwohner                        | 278  | 270  | 213  | 157  | 133  | 147  | 183  | 199  |
| Quelle: Cassini, EHESS und INSEE |      |      |      |      |      |      |      |      |

## Sehenswürdigkeiten

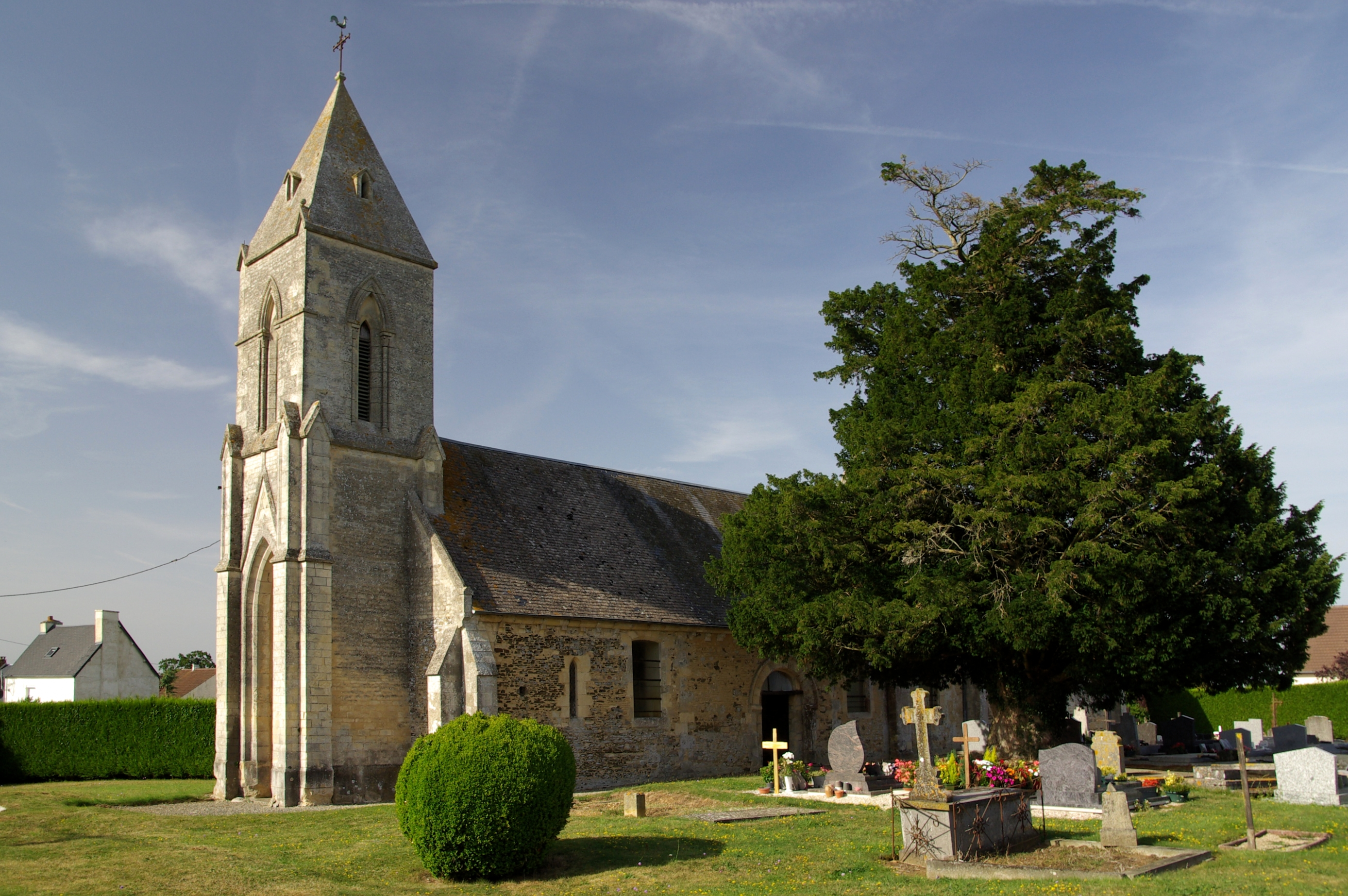
Kirche Notre-Dame

- Kirche Notre-Dame aus dem 13. Jahrhundert
- Gutshöfe
- Lavoir